# Tour de Kyoto
La Tour de Kyoto (京都タワー, Kyōto-tawā?) est une tour d'observation de la ville de Kyoto d'une hauteur de 131 mètres (la plus haute structure de la ville) construite en décembre 1964. Elle fait face à la gare de Kyoto.

## Structure
Contrairement à la Tour de Tokyo qui utilise une charpente métallique, la Tour de Kyoto est construite en feuilles d'acier soudées entre elles pour donner une forme cylindrique. Cette structure la rend très résistante aux catastrophes naturelles et peut résister à des vents de plus de 320 km/h ainsi qu'à des tremblements de terre plus fort que celui de Kōbe. 

Autre spécificité, les 800 tonnes de la tour s'appuient sur un bâtiment et non directement sur le sol. La structure de ce bâtiment est conçue pour répartir le poids de la tour directement sur le sol et non sur le bâtiment lui-même.

## Construction
Conçue par Makoto Tanahashi, la construction de la tour débute en 1963 sur l'ancienne poste de la ville. Elle fut achevée en 1964 à l'occasion des JO de Tokyo, pour un coût de 380 millions de yen.

## Services

### La tour
La tour possède une plateforme d'observation à 100 mètres de hauteur, offrant ainsi un panorama de la ville et ses nombreux temples. Les alentours de la ville sont également visibles à 30 km au sud et au nord (par beau temps, on peut distinguer certains immeubles d'Osaka). On y trouve aussi des machines de jeux et une boutique de souvenir. À son ouverture, 1964, la plateforme a reçu 1 million de visiteurs. En 1999, ce nombre est tombé en dessous de 400 000.

### Le bâtiment
Le bâtiment sur lequel s'appuie la tour est composé de 9 étages et 3 sous-sols, où l'on trouve des services variés.
Le rez-de-chaussée héberge un grand magasin de souvenirs réunissant les produits typiques les plus prisés de la ville.
Un 100-yen shop, magasin à bas prix, s'est installé au 1er étage. On y trouve également une librairie (2e étage) et des soins de santé.
La partie haute du bâtiment (à partir du 4e étage) est réservée à l'hôtel de la tour (Kyoto Tower Hotel).
Des sources chaudes au sous-sol terminent la liste très diversifiée des services.

## Controverse
La tour a suscité de vives réactions pour son côté très moderne qui tranche avec l'aspect de ville traditionnelle de Kyoto. En effet, les règles de construction de la ville imposent une hauteur maximale. La tour (avec la gare) faisant exception, elle est donc particulièrement visible, et beaucoup pensent qu'elle ne correspond pas à l'authenticité de Kyoto et ses temples.

## Galerie de photos

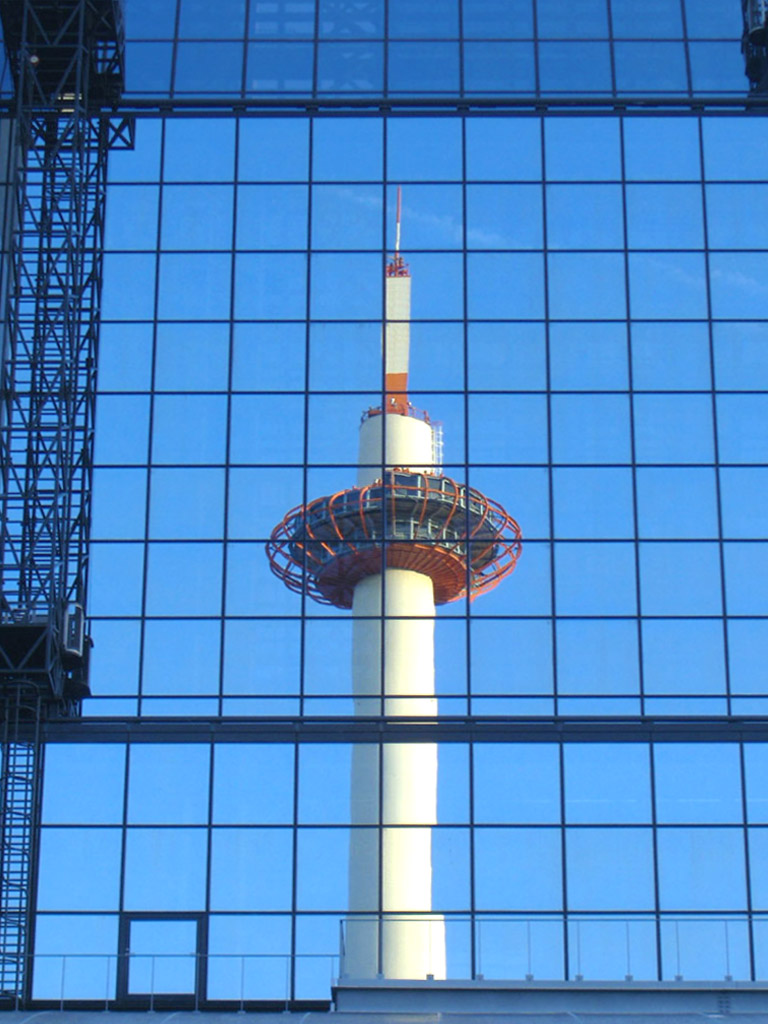
Reflet de la Tour de Kyoto sur la gare.
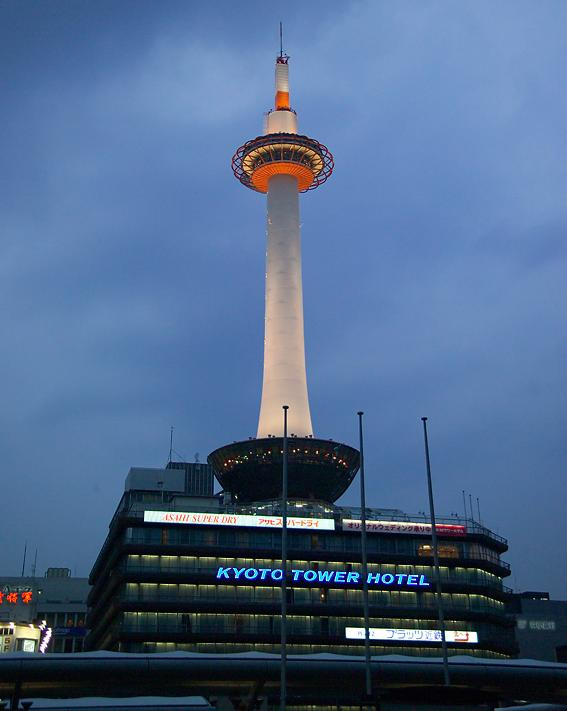
La Tour de Kyoto au crépuscule.
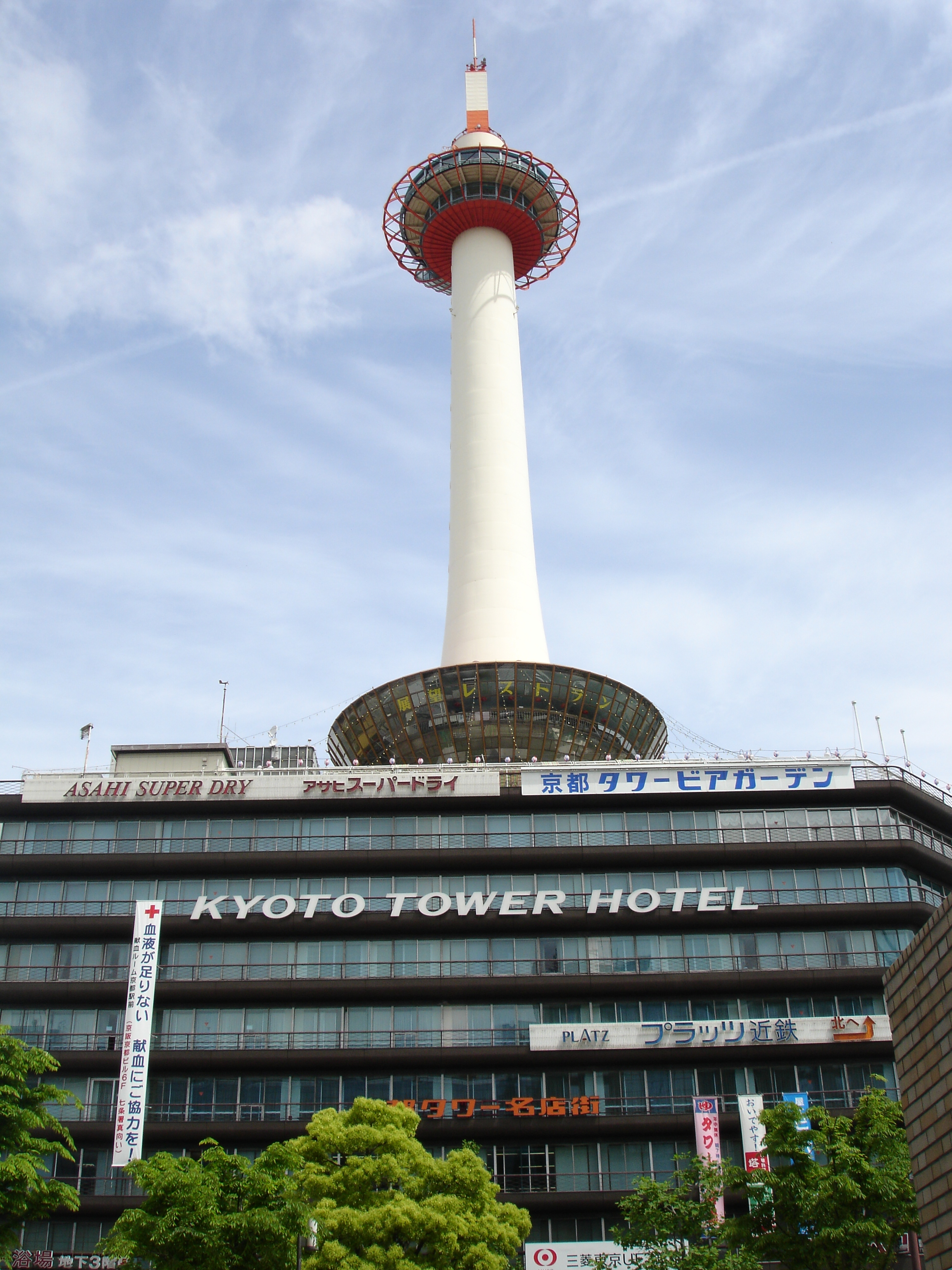
Vue complète de la Tour de Kyoto.
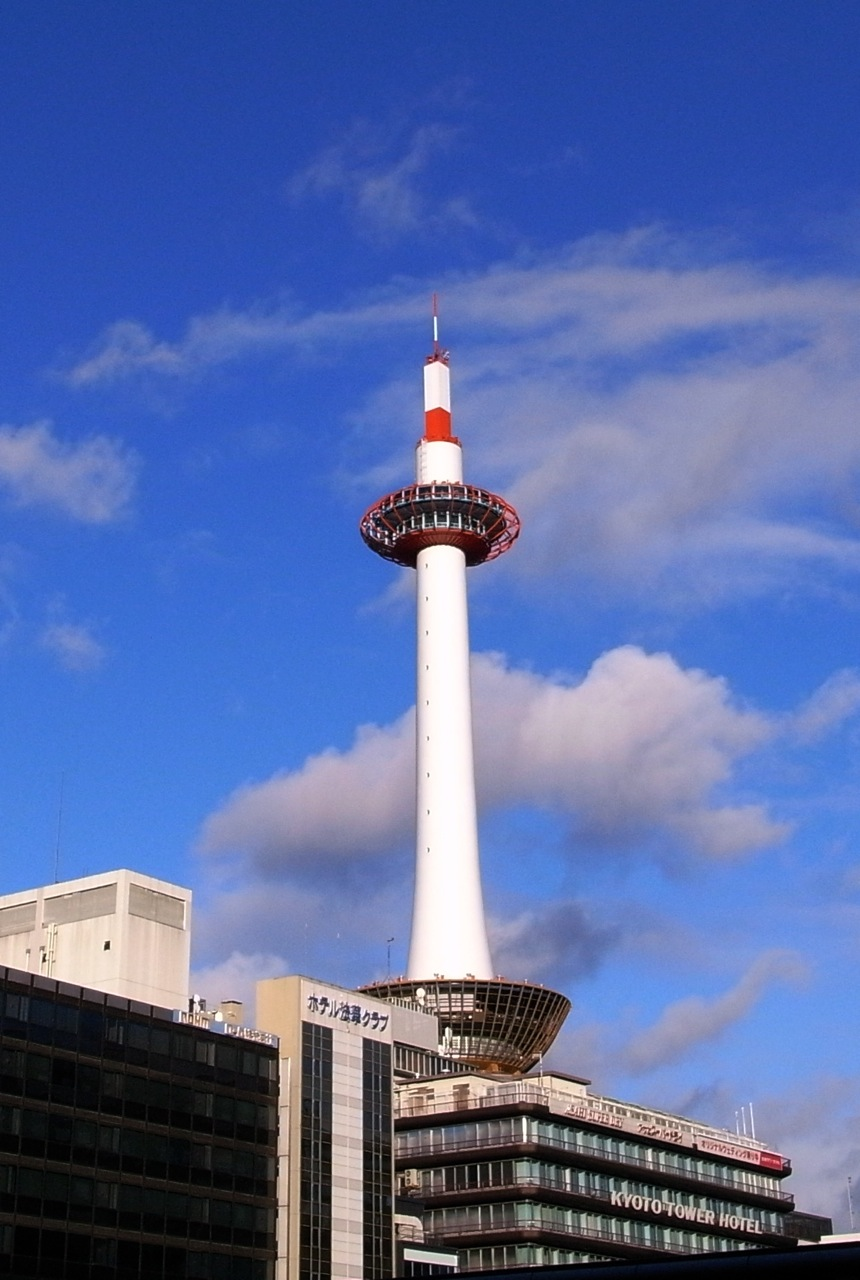
La Tour de Kyoto de jour.
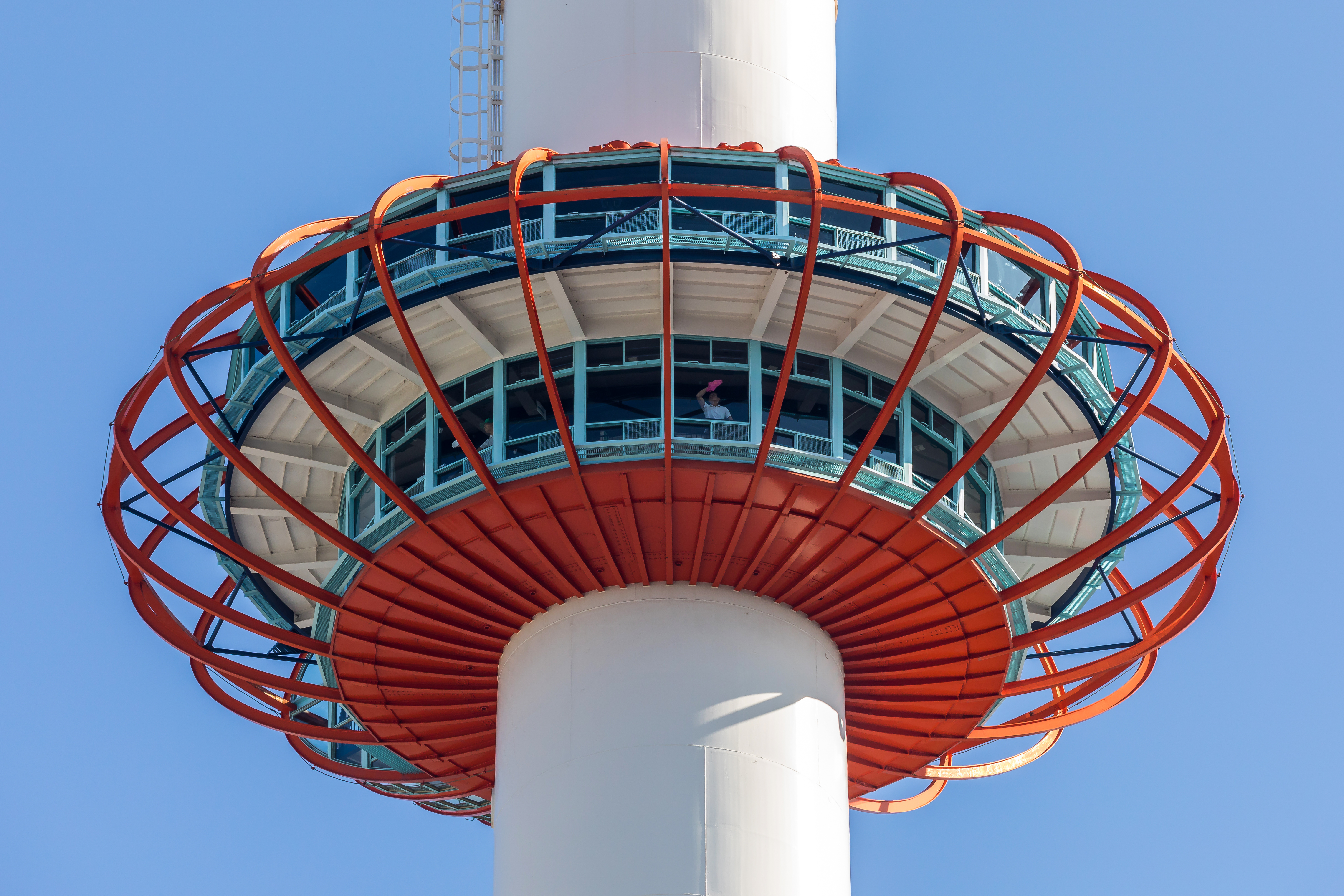
Plate-forme d'observation à 100 m, dans la Tour de Kyoto avec le personnel à l'intérieur nettoyant les fenêtres. Juin 2019.